# Atomaria rubricollis
Atomaria rubricollis är en skalbaggsart som beskrevs av Brisout de Barneville 1863. Atomaria rubricollis ingår i släktet Atomaria, och familjen fuktbaggar. Enligt den finländska rödlistan är arten nära hotad i Finland. Enligt den svenska rödlistan är arten otillräckligt studerad i Sverige. Arten förekommer i Götaland och Svealand. Artens livsmiljö är sjö- och älvstränder.